# Ixodes nicolasi
Ixodes nicolasi är en fästingart som beskrevs av Santos Dias 1981. Ixodes nicolasi ingår i släktet Ixodes och familjen hårda fästingar. Inga underarter finns listade i Catalogue of Life.